# Чорнотілки
Чорноті́лки (Tenebrionidae Latreille, 1802 = Alleculidae Laporte de Castelnau, 1840 = Cossyphodidae = Lagriidae Fabricius, 1775 = Nilionidae = Petriidae = Physopaussidae = Tentyriidae) — родина твердокрилих, що включає приблизно 20 000 видів; у Європі налічується близько 1775 видів (включно із підвидами). Невеликі або середнього розміру жуки (2-50 мм). Забарвлення тіла у більшості видів чорне — звідси походить українська назва родини, у деяких видів з яскраво-металевим відблиском, інколи з помаранчевими плямами. Надкрила часто зростаються, а задні крила відсутні (втрачається здатність до польоту). Знаним фахівцем чорнотілок світової фауни був Г. С. Медведєв.

## Розповсюдження
Чорнотілки є широко розповсюдженими по всій Землі, за винятком Арктики та Антарктики, проте найвище різноманіття спостерігається в аридних зонах: пустелях, напівпустелях, степах і саванах.

### Імаго

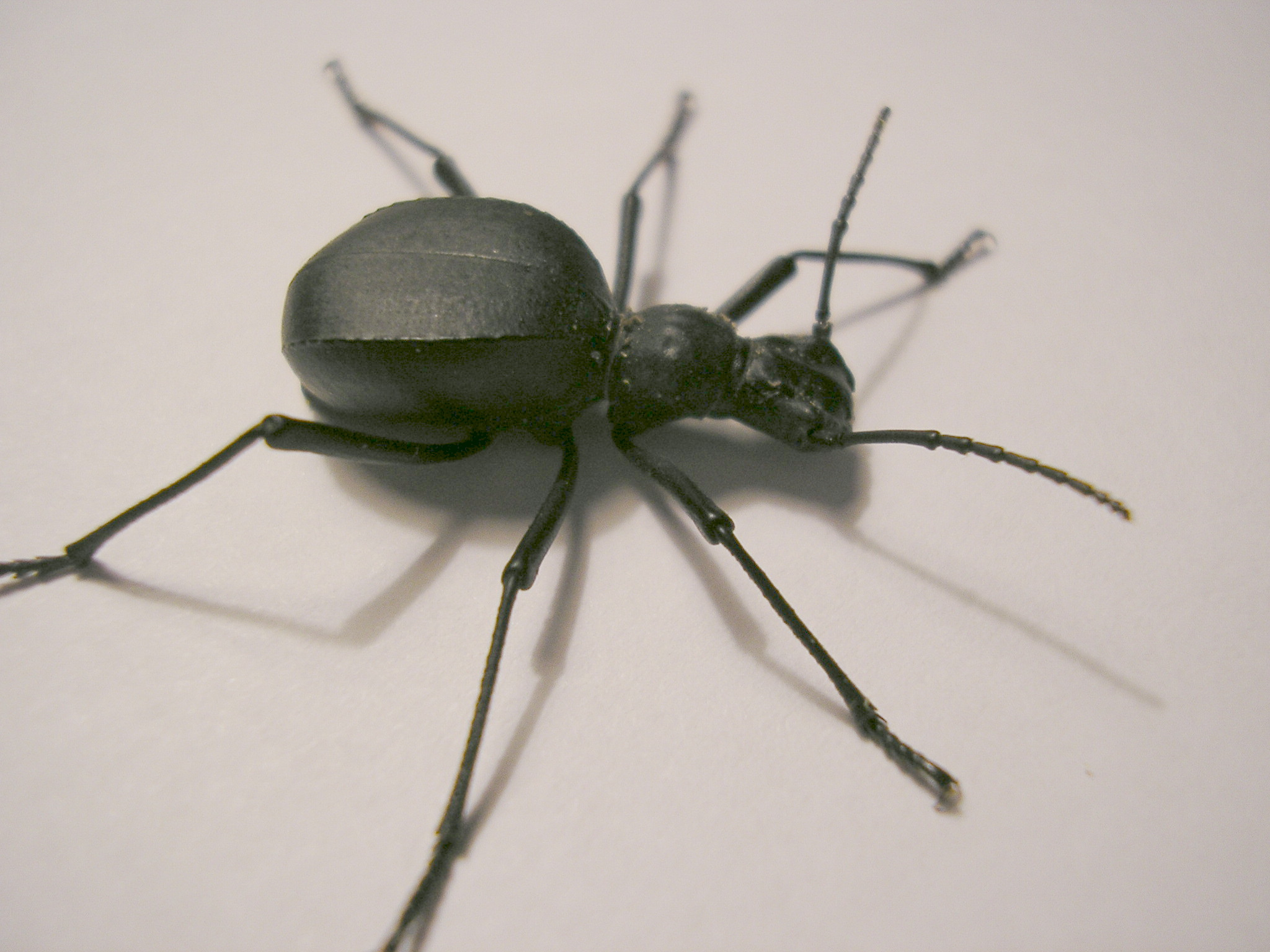
Імаго Еленефоруса довгоногого (Elenephorus collaris)

### Личинка

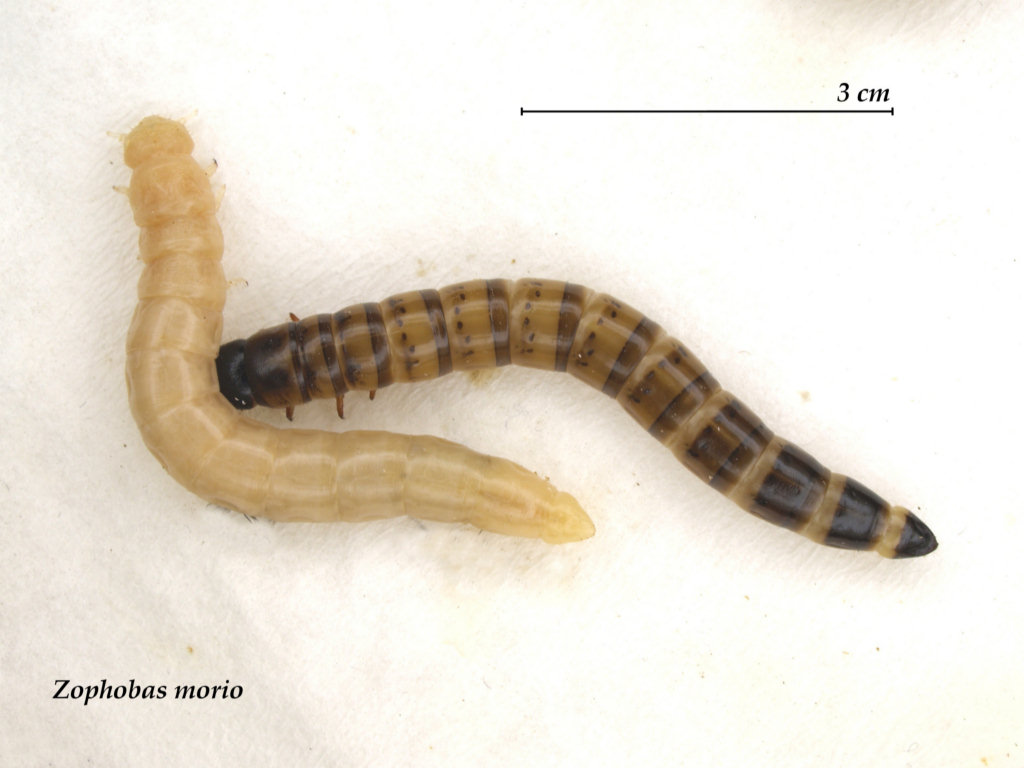
Личинки Зофобасу мертвого (Zophobas morio)

### Лялечка

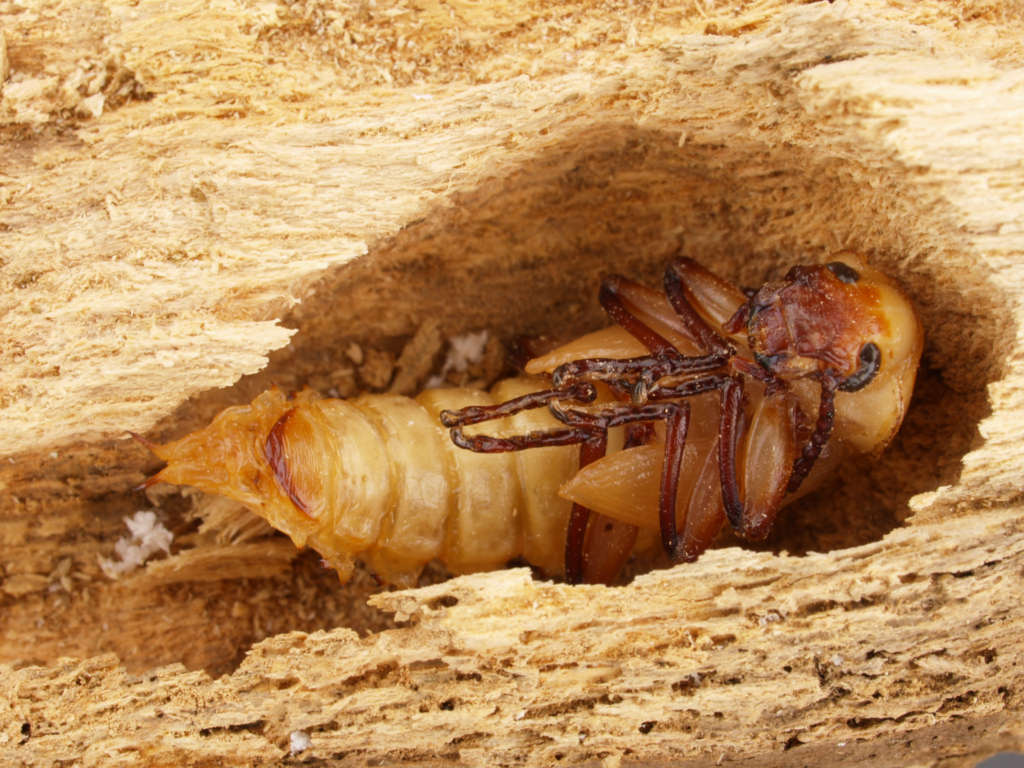
Лялечка Зофобасу мертвого (Zophobas morio)

## Біологія та життєві цикли
Більшість видів виділяють речовини, що мають різкий неприємний запах. Личинка видовжена, циліндрична, тверда, часто з шипами на кінці черевця.

## Екологія
Виділяють дві основні екологічні групи: лісові види (пов'язані з гниючою деревиною та грибами, що живляться деревиною) та пустельно-степові (ксерофіли, живуть в ґрунті). Деякі види, наприклад, Onymacris unguicularis, живуть в пустелі Наміб і пристосувалися до збору вологи з туману, конденсуючи її на надкрилах.

### Роль в екосистемах

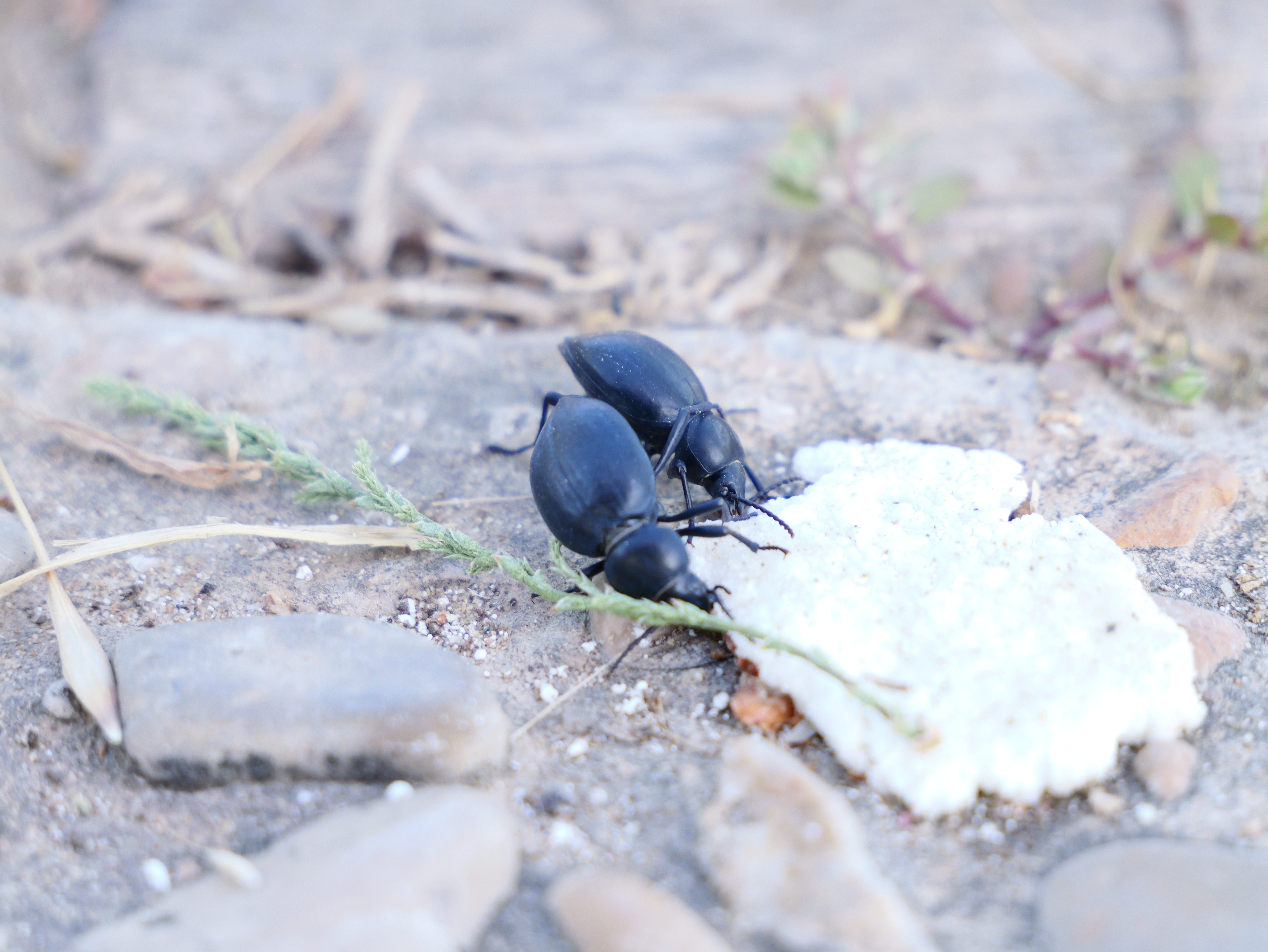
Імаго Tentyria sp. (Tenebrionidae), що їдять пінополістирол

### Консортивні зв'язки
Імаго та личинки живляться переважно рослинними рештками, деякі види — живими рослинами, інколи можуть пошкоджувати продовольчі запаси.

## Значення для людини
Личинок декількох видів вирощують штучно для підгодівлі комахоїдних тварин, що утримують в неволі. Найвідомішим з таких видів є хрущак борошняний (Tenebrio molitor).
Ulomoides dermestoides, відомий як «жук-знахар» використовують в нетрадиційній медицині.